# Пирамид (водохранилище)
Пирамид (англ. Pyramid Lake) — водохранилище в округе Лос-Анджелес, штат Калифорния, США. Расположено в агломерации Большой Лос-Анджелес в горах Сан-Эмидьо.

## Описание
Водохранилище Пирамид образовано одноимённой плотиной высотой 117,7 метров, которая была построена на реке Пиру-Крик в 1968—1970 годах. К 1973 году наполнение водохранилища было завершено. Также в водохранилище впадает Западный рукав Калифорнийского акведука, который в свою очередь является частью «Водного проекта штата Калифорния».
Пирамид находится между национальными лесами Анджелес и Лос-Падрес. Вдоль восточного берега водохранилища проходит автомагистраль I-5. Крупнейший остров водохранилища — Чамэш, который имеет более 900 метров в длину и до 250 метров в самой широкой части. Объём водохранилища составляет 0,22—0,274 км³, максимальная глубина — 108 метров.
В любой точке побережья разрешена рыбалка: водятся сомы, синежаберный солнечник, крэппи.
Своё название, Пирамида, водохранилище получило в честь одноимённой скалы искусственного происхождения, находящейся чуть южнее плотины. В 1920-х годах, во время сооружения шоссе US 99, часть хребта была обрезана таким образом, что получилась свободно стоящая пирамида высотой около 76 метров, которая широко использовалась путешественниками и туристами в качестве ориентира.